# Sinphet Kruaithong
Sinphet Kruaithong (taj. สินธุ์เพชร กรวยทอง; ur. 22 sierpnia 1995 w Chumphon Buri) – tajski sztangista, brązowy medalista igrzysk olimpijskich.

## Kariera
Na igrzyskach olimpijskich w Rio de Janeiro w 2016 roku wywalczył brązowy medal w wadze koguciej. W zawodach tych wyprzedzili go jedynie Chińczyk Long Qingquan i Om Yun-chol z Korei Północnej. Zdobył ponadto dwa medale mistrzostw Azji w tej samej kategorii wagowej: brązowy w 2015 roku i srebrny rok później.